# Monooleato de sorbitano
El monooleato de sorbitano o Span 80 es una mezcla de ésteres formados a partir del ácido graso insaturado de 18 átomos de carbono, llamado ácido oleico y polioles derivados del sorbitol, sorbitano e isosorbida. Se utiliza como aditivo alimentario, y se designa con el número E E494.
Se utiliza como emulsionante en la industria alimentaria y para preparados farmacéuticos y cosméticos. Está aprobado en la UE con el número E 494 como aditivo alimentario para determinados alimentos (incluidos diversos productos horneados, helados, postres y productos de confitería y blanqueadores de bebidas). La dosis diaria permitida es de 5 mg/kg de peso corporal y día. También se utiliza en medicina forense para extraer explosivos con el fin de identificarlos mediante cromatografía de gases junto con espectrometría de masas.

## Propiedades
El monooleato de sorbitano de uso farmacéutico es una mezcla obtenida generalmente por esterificación de sorbitol y/o sus mono- y dianhídridos de ácido oleico en una relación molar 1:1. El contenido de ácido oleico en la fracción de ácidos grasos es de entre 65,0-88,0%. También incluye ácido linoleico (máximo 18,0%), ácido palmítico (máximo 16,0%), ácido palmitoleico (máximo 8,0%), ácido esteárico (máximo 6,0%), ácido mirístico (máximo 5,0%), ácido linolénico (máximo 4,0%) y ácidos grasos con una longitud de cadena de más de 18 átomos de carbono (máximo 4,0%). El monooleato de sorbitano de grado farmacéutico es un líquido viscoso de color amarillo pardusco con una densidad de aproximadamente 0,99 y es prácticamente insoluble pero dispersable en agua. El valor HLB es 4,3.